# Schlacht von Martorell
Koordinaten: 41° 28′ 27″ N, 1° 55′ 36″ O
Die Schlacht von Martorell war eine kriegerische Auseinandersetzung der muslimischen Almoraviden mit miteinander verbündeten christlichen Heeren, die im Jahr 1114 in Katalonien ausgetragen wurde.

## Vorgeschichte

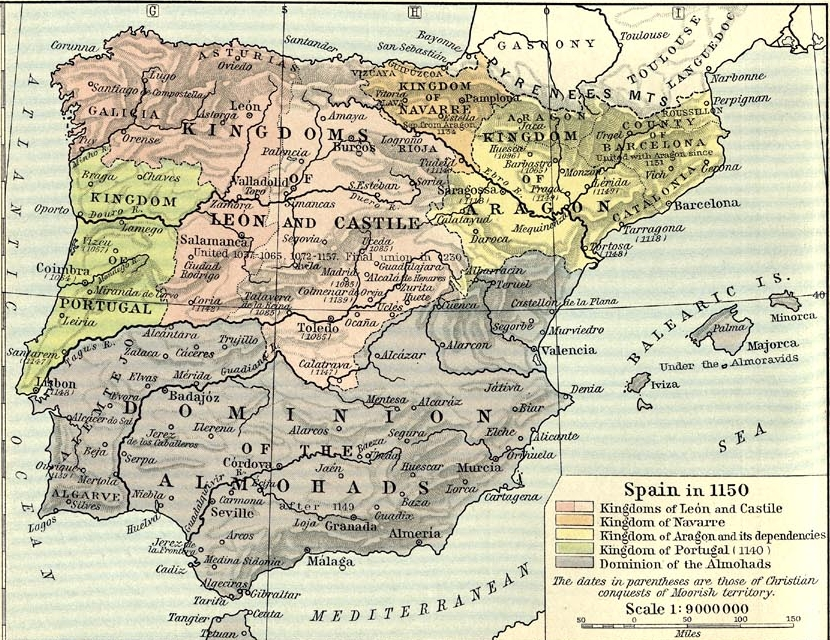
Die iberische Halbinsel im Jahr 1150

Nachdem die Herrschaft von El Cid im Taifa-Königreich von Valencia (Balansiya) im Jahr 1099 zu Ende gegangen war, konnten die Almoraviden Feldzüge gegen die Grafschaften von Barcelona, Urgell und Cerdanya sowie gegen das Königreich Aragón in die Wege leiten. Im Jahr 1114 setzte sich ein großes Heer unter dem Kommando von Muhammad ibn Aischa von Valencia aus in Richtung Norden in Bewegung und erhielt später noch Verstärkung durch Muhammad ibn al-Hadsch, dem Gouverneur von Saragossa. Die vereinten Heeresteile bewegten sich sodann in Richtung Lérida, durchquerten Urgell und die Segarra und erreichten schließlich die Ebene von Barcelona. In der Zwischenzeit waren die auf den Balearen stationierten Almoraviden im Delta des Besòs gelandet und schickten sich an, Barcelona anzugreifen, wobei sie unterwegs Sant Adrià de Besòs und Sant Andreu de Palomar zerstört hatten.

## Schlachtverlauf
Im etwa 20 Kilometer westlich von Barcelona gelegenen Martorell, genauer auf der Passhöhe Congost de Martorell, kam es zwischen dem 5. August und dem 3. September 1114 zum Zusammenstoß. Martorell selbst besaß ein Kastell, deren Garnison von Udalard Ramon de Rosanes befehligt wurde. Der Ort wurde evakuiert und anschließend bezogen die vereinten Truppen, kommandiert von Raimund Berengar III. und den Grafen von Urgell (Ermengol VI.) und Cerdanya (Bernat I.), Position.
Die christlichen Heere behielten im Verlauf der Schlacht die Oberhand, schlugen das Almoravidenheer in die Flucht und verfolgten es entlang der Mittelmeerküste bis nach Salou.

## Ergebnis
Der Sieg wendete die Gefahr einer Belagerung von Barcelona ab und ermöglichte es den Katalanen im Gegenzug, später Balaguer anzugreifen und im Jahr 1116 einen Feldzug gegen Lleida zu initiieren.